# Gagrella vittata
Gagrella vittata is een hooiwagen uit de familie Sclerosomatidae.